# Micrurus corallinus
Micrurus corallinus är en ormart som beskrevs av Merrem 1820. Micrurus corallinus ingår i släktet korallormar, och familjen giftsnokar. Inga underarter finns listade i Catalogue of Life.
Arten förekommer i östra och södra Brasilien. Honor lägger ägg.